# Periergos
Periergos (altgriechisch Περίεργος Períergos) ist in der griechischen Mythologie der Sohn des Triopas und Bruder des Phorbas, mit denen man sich in Karien angesiedelt hatte.
Auf der Fahrt nach Rhodos erlitt er mit seiner Schwester Parthenia Schiffbruch. Nach dem Tod des Phorbas nahm er Kameiros auf Rhodos in Besitz.